# Rantepao
Rantepao – miasto w Indonezji na wyspie Celebes w prowincji Celebes Południowy. Ośrodek administracyjny kabupatenu Toraja Utara.
Stanowi centrum turystyczne regionu Toradża.